# ماری الیزابت فرانسه
ماری الیزابت فرانسه (انگلیسی: Marie Elisabeth of France) از دودمان والواها و تنها فرزند شارل نهم و الیزابت اتریش، ملکه فرانسه بود.
پدربزرگ مادری او ماکسیمیلیان دوم، امپراتور مقدس روم بود.